# Ellen Berg (Autorin)
Ellen Berg (* 1969)  ist eine deutsche Schriftstellerin.

## Werdegang
Berg studierte Germanistik. Anschließend arbeitete sie als Reiseleiterin und in der Gastronomie.
Sie lebt mit ihrer Tochter im Allgäu.

## Schriftstellerisches Schaffen
Ihren Debütroman veröffentlichte Berg im Jahr 2011 unter dem Titel Du mich auch. (K)ein Rache Roman im Aufbau Verlag. Typisch für ihre Werke ist der Untertitel, der stets mit „(K)ein“ beginnt.

## Werke (Auswahl)
- Du mich auch. (K)ein Rache Roman. Aufbau Taschenbuch, 2011, ISBN  978-3746627465.
- Das bisschen Kuchen. (K)ein Diät-Roman. Aufbau Taschenbuch, 2012, ISBN 978-3746628271.
- Zur Hölle mit Seniorentellern! (K)ein Rentner-Roman. Aufbau Taschenbuch, 2014, ISBN 978-3746629803.
- Alles Tofu, oder was? (K)ein Koch-Roman. Aufbau Taschenbuch, 2015, ISBN 978-3746631288.
- Mach mir den Garten, Liebling! (K)ein Landlust-Roman. Aufbau Taschenbuch, 2015, ISBN 978-3746631462.
- Blonder wird’s nicht. (K)ein Friseur-Roman. Aufbau Taschenbuch, 2016, ISBN  978-3746631905.
- Ich schenk dir die Hölle auf Erden. (K)ein Trennungs-Roman. Aufbau Taschenbuch, 2017, ISBN 978-3746632902.
- Ich küss dich tot. (K)ein Familien-Roman. Aufbau Taschenbuch, 2018, ISBN 978-3746634388.
- Trau dich doch. (K)ein Hochzeits-Roman. Aufbau Taschenbuch, 2019, ISBN 978-3746635408.
- Für immer, oder was? (K)ein Liebes-Roman. Aufbau Taschenbuch, 2022, ISBN 978-3746636917.
- Von Spaß war nie die Rede. (K)ein Mütter-Roman. Aufbau Taschenbuch, 2023, ISBN 978-3746639482.
- Alles muss man selber machen. (K)ein Frauen-Roman. Aufbau Taschenbuch, 2023, ISBN 978-3-7466-3949-9.